# Mount Byrd
Mount Byrd ist ein 810 m hoher Berg im westantarktischen Marie-Byrd-Land. Er ragt in den Ford Ranges 1,5 km nördlich des östlichen Endes des Asman Ridge in den Sarnoff Mountains auf.
Teilnehmer der United States Antarctic Service Expedition (1939–1941) kartierten ihn. Das Advisory Committee on Antarctic Names benannte ihn 1970 nach Richard E. Byrd Jr. (1920–1988), dem Sohn des US-amerikanischen Polarforschers Richard Evelyn Byrd, der bei Zuordnungen einer großen Anzahl von Benennungen seines Vaters zu geografischen Objekten in Antarktika behilflich war.